# Estação Copa Lo Martínez
A Estação Copa Lo Martínez das estações do Metrô de Santiago, situada em Santiago, entre a Estação Observatorio e a Estação Hospital El Pino. Faz parte da Linha 2.
Foi inaugurada em 27 de novembro de 2023. Localiza-se no cruzamento da Avenida Padre Hurtado com a Avenida Lo Martínez. Atende a comuna de El Bosque.